# Harald Braner
Harald Braner (* 19. August 1943 in Worms; † 29. Oktober 2022 ebendort) war ein deutscher Fußballspieler, der in den Jahren 1963 bis 1967 in der Bundesliga für den 1. FC Kaiserslautern 88 Spiele mit 12 Toren absolvierte.

## Laufbahn

### Wormatia Worms, bis 1963
Der vom SV Horchheim zur Wormatia gekommene Stürmer, kam in seiner ersten Runde Oberliga Südwest, 1962/63, auf 24 Einsätze und erzielte dabei 18 Tore. Wormatia Worms belegte in der letzten Runde der erstklassigen Oberliga im Südwesten den vierten Rang. An der Seite von Torhüter Srbeljub Krivokuca und den Angriffsspielern Walter Dächert und Reinhold Straus erzielte er mit seinen 18 Toren die gleiche Anzahl wie Johannes Löhr für die Sportfreunde Saarbrücken. Sein erstes Oberligaspiel bestritt er am 16. September 1962 im Heimspiel gegen den Ludwigshafener SC. Bei dem 3:3-Unentschieden gelangen ihm zum Einstand zwei Treffer.
Da er noch keinen Vertragsspielerstatus bei der Wormatia hatte, setzte ihn der damals verantwortliche DFB-Trainer für die deutsche Fußballnationalmannschaft der Amateure, Helmut Schön, im Frühjahr 1963 zweimal in der Amateurnationalmannschaft ein. Sein erster Einsatz am 13. April endete mit einer 1:2-Niederlage in Alassio gegen Italien. Im zweiten Spiel, am 5. Juni in Siegen gegen Japan, steuerte er zwei Treffer zum 4:0-Erfolg der DFB-Amateure bei. Zur Runde 1963/64 unterschrieb er einen Lizenzspielervertrag beim 1. FC Kaiserslautern und wechselte zum Betzenberg.

### 1. FC Kaiserslautern, 1963 bis 1967
Harald Braner gehörte zu den Spielern, die auf dem Rasen den Premierenspieltag der neugeschaffenen Fußball-Bundesliga – ausgetragen am Samstag, dem 24. August 1963 – erlebten. Er stand als Linksaußen in der Startformation der „Roten Teufel“, die bei Eintracht Frankfurt ein 1:1-Unentschieden erreichten. In den ersten drei Spielzeiten kämpfte Kaiserslautern permanent um den Klassenerhalt und Braners Torausbeute mit acht Treffern konnte den Weg nach vorne in der Tabelle nicht bewerkstelligen. Mit 59 Einsätzen in diesen drei Jahren zählte er aber meist zur Startformation der Pfälzer. In seiner vierten Runde in Kaiserslautern, 1966/67, führte Trainer Gyula Lóránt die ehemalige Walter-Elf auf den 5. Platz. Der Ex-Wormser hatte daran mit 29 Spielen und vier Treffern seinen Anteil.

### SSV Reutlingen, VfL Osnabrück, Wormatia Worms, 1967 bis 1974
Mit 24 Jahren machte Braner im Sommer 1967 sportlich einen Schritt zurück und wechselte zum SSV Reutlingen in die Regionalliga Süd. In der ersten Runde wurde im Stadion an der Kreuzeiche mit dem 3. Rang knapp der Einzug in die Bundesligaaufstiegsrunde verpasst. Als der SSV im zweiten Jahr auf den 9. Rang zurückfiel, beendete Braner nach zwei Runden mit 61 Einsätzen und 24 Toren sein Engagement in Reutlingen und unterschrieb beim VfL Osnabrück in der Regionalliga Nord. Es folgten in Osnabrück in den Jahren 1970 und 1971 der zweimalige Gewinn der Meisterschaft im Norden und damit auch jeweils der Einzug in die Bundesliga-Aufstiegsrunde. Braner, der in der Seminarstraße in Osnabrück ein Tabakwarengeschäft führte, kam beim VfL zu 52 Regionalliga-Einsätzen mit 20 Toren. Nach zwei Runden wechselte er von der „Bremer Brücke“ in seine Heimat nach Worms in die Regionalliga Südwest zurück.
In seiner dritten Saison bei Wormatia, 1973/74, erlitt er am 13. Januar 1974 beim Spiel bei den Sportfreunden Eisbachtal in der achten Spielminute einen sechsfachen Beinbruch und konnte deshalb bis zum Vertragsende im Juni 1975 kein Punktspiel mehr für Worms bestreiten. Im Südwesten stehen für ihn 71 Regionalligaeinsätze mit 13 Treffern zu Buche. Insgesamt kam Harald Braner von 1967 bis 1974 auf 184 Regionalligaspiele mit 57 Toren.

### Spielertrainer im Amateurbereich
Ab 1976 wirkte er als Spieler-Trainer beim FV Weinheim in der Amateurliga Nordbaden und später als Trainer in der Amateuroberliga Baden-Württemberg. Als Spielertrainer war er außerdem beim SV Schriesheim, TuS Göllheim und SC Bobenheim-Roxheim aktiv.

### Trainer
Als Trainer arbeitete er unter anderem bei den Vereinen TuS Landstuhl, FC Homburg (Juli bis August 1980), Wormatia Worms (März bis Oktober 1993) und bei den B-Junioren des 1. FC Kaiserslautern.

## Neben dem Fußball
Nach dem Ende seiner Fußballkarriere arbeitete Harald Braner als selbstständiger Versicherungskaufmann bei der Signal-Iduna in Worms. Er betrieb auch einen Zeitschriftenladen mit Toto-Lotto-Annahmestelle.
Als eine „Lebensaufgabe“ betrachtete er sein Engagement bei der Indien-Hilfe.

## Weiterführende Literatur
- Geschichte der Oberliga Südwest, Klartext Verlag, 1996, ISBN 3-88474-394-5.
- Matthias Weinrich: Enzyklopädie des deutschen Ligafußballs. Band 3: 35 Jahre Bundesliga. Teil 1. Die Gründerjahre 1963–1975. Geschichten, Bilder, Aufstellungen, Tabellen. AGON Sportverlag, Kassel 1998, ISBN 3-89784-132-0.
- Fussball Jahrbuch ’80, DFB, Limpert Verlag, 1980, ISBN 3-7853-1304-7.
- Hardy Grüne, Lorenz Knieriem: Enzyklopädie des deutschen Ligafußballs. Band 8: Spielerlexikon 1890–1963. AGON Sportverlag, Kassel 2006, ISBN 3-89784-148-7.

## Weblink
- Steckbrief auf wormatia.de